# Timelkam
Timelkam – gmina targowa w Austrii, w kraju związkowym Górna Austria, w powiecie Vöcklabruck. 1 stycznia 2015 liczyła 5937 mieszkańców.